# Srečko Korošak
Srečko Korošak, slovenski fagotist, * 27. februar 1933, Ljutomer, † 29. julij 1972, Ljubljana.
Korošak je leta 1958 diplomiral na Glasbeni akademiji v Beogradu pri prof. Ivanu Turšiču. V Parizu in na Dunaju je nadaljeval z izpopolnjevanjem. Kot član Slovenske filharmonije in Simfoničnega orkestra RTV Slovenija je pogosto nastopal kot solist. Odlikovali sta ga velika nadarjenost in virtuoznost.
V obdobju plodovitega poustvarjanja je življenje izgubil v prometni nesreči.

## Vir
- Leksikon jugoslavenske muzike, 1. zvezek: A-Ma (COBISS) (hrvaško)